# Abbaye de Herrenalb
L’abbaye de Herrenalb est une ancienne abbaye cistercienne, située en Bade-Wurtemberg, dans la ville de Bad Herrenalb.

## Histoire

### Fondation
L'abbaye est fondée en 1147 ou 1149 par les moines cisterciens de l'abbaye de Neubourg.

### Moyen Âge
En 1275, l'abbaye reçoit la protection impériale (probablement de Richard de Cornouailles) : dès lors, sa prospérité est acquise et ne cesse de s'étendre. En 1450, les territoires du monastère recouvrent leur extension maximale, s'étendant sur quarante-deux villages.

### Guerres et Réforme
Durant la guerre des Paysans allemands, l'abbaye est choisie comme lieu de négociations entre l'évêque de Spire et les révoltés. En 1535, la région optant pour la Réforme, l'abbaye est fermée.

### L'abbaye après les moines

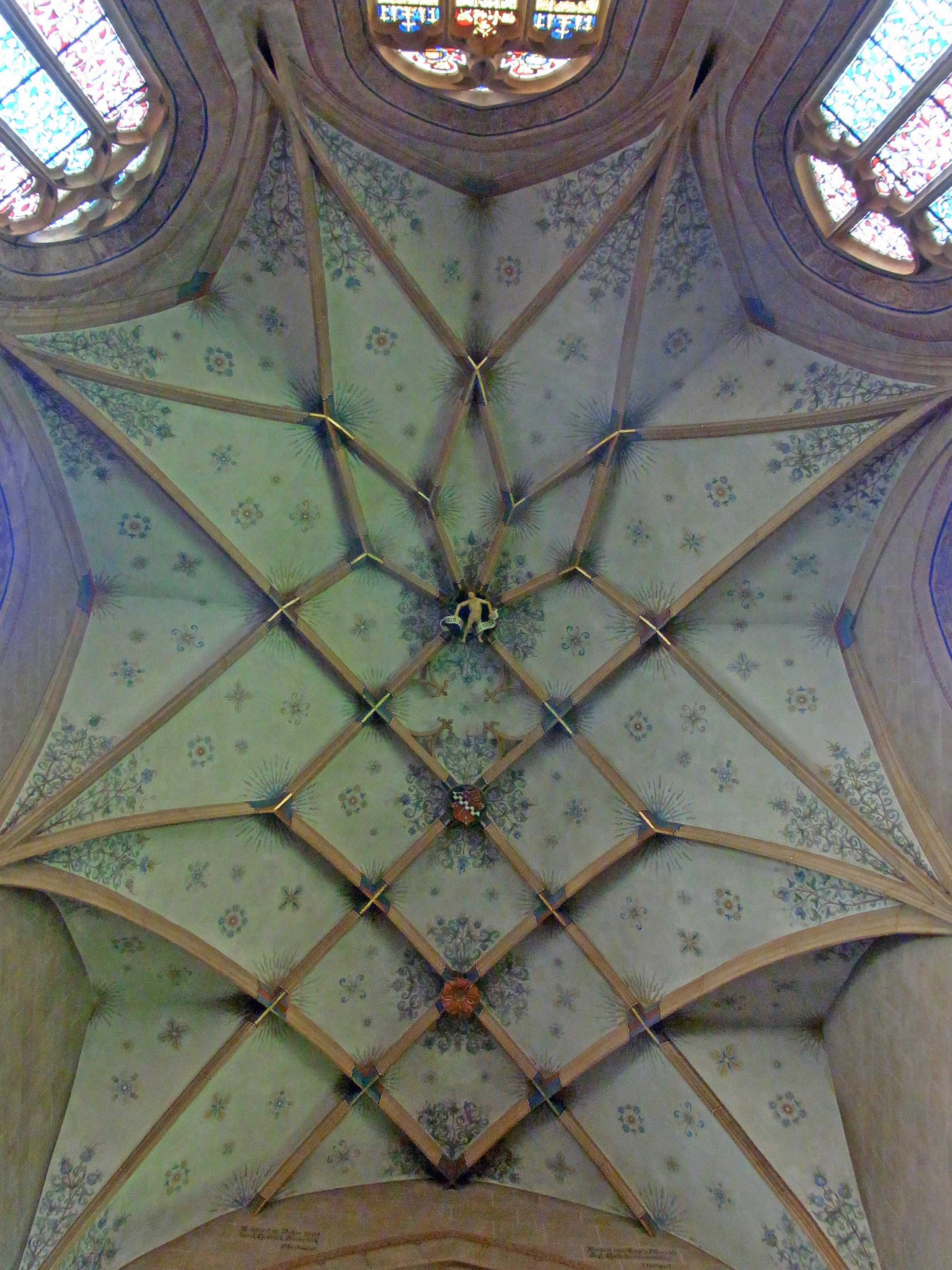
Les voûtes de l'église baroque de 1642, reconstruite après l'incendie.

L'abbaye conserve cependant un statut religieux : en 1556, elle devient une école biblique luthérienne. Mais les ravages de la guerre se poursuivent au siècle suivant et, en 1641, durant la guerre de Trente Ans, l'ancien monastère est incendié. L'église est rebâtie en 1642, mais la clôture définitive de la maison religieuse est décrétée en 1649. Le chœur de l'abbatiale fut inclus dans l'église paroissiale luthérienne rebâtie en 1739 dont la paroisse fait partie de l'Église protestante en Pays de Würtemberg. Aux XIXe et XXe siècles, à partir de 1840, le site est utilisé comme station thermale.